# Masako (Reizei)
Masako (昌子内親王), Masako Naishinnō, född 950, död 10 januari 1000, var en japansk kejsarinna och prinsessa, gift med sin kusin kejsar Reizei. 
Hon var dotter till kejsar Suzaku och prinsessan Hiroko. Hennes mor avled vid hennes födelse och hennes far år 952. Hon var sin fars enda barn, och han efterträddes av sin halvbror, Murakami. Masako uppfostrades av sin farbror, kejsar Murakami. 
Hon gifte sig med sin kusin kronprinsen, och fick titeln kejsarinna då han besteg tronen år 967. Paret fick inga biologiska barn. Hennes make abdikerade enligt sed efter enbart två år på tronen. 
Hon behöll titeln kejsarinna fram till 973, då hon fick titeln änkekejsarinna fram till 986, då hon blev storänkekejsarinna. 